# Опоссумы
Опо́ссумы (лат. Didelphimorphia) — отряд сумчатых млекопитающих. С позднего мела обитают в Южной и Северной Америке; в среднем палеогене обитали в Европе, Африке и Центральной Азии. Населяют разного типа равнинные и горные леса, саванны Южной, Центральной и частью Северной Америки. 

## Классификация
В отряде Didelphimorphia одно современное и несколько древних вымерших семейств:
- † Род Aenigmadelphys
- † Род Apistodon
- † Род Iqualadelphis
- † Род Varalphadon
- † Семейство Alphadontidae
- † Семейство Peradectidae
- † Семейство Stagodontidae
- † Надсемейство Borhyaenoidea [syn. Sparassodonta]
  - † Род Lycopsis
  - † Семейство Borhyaenidae — Боргиеновые
  - † Семейство Hathliacynidae
  - † Семейство Mayulestidae
  - † Семейство Proborhyaenidae
  - † Семейство Thylacosmilidae
- Надсемейство Didelphoidea
  - † Род Carolopaulacoutoia
  - † Род Szalinia
  - Семейство Didelphidae — Опоссумовые
  - † Семейство Derorhynchidae
- † Надсемейство Pediomyoidea
  - † Семейство Aquiladelphidae
  - † Семейство Glasbiidae
  - † Семейство Pediomyidae